# Aleksandr Fadejev (kunstschaatser)
Aleksandr Vladimirovitsj (Sasja) Fadejev (Russisch: Алекса́ндр Влади́мирович Фаде́ев; Kazan, 4 januari 1964) is een Russisch voormalig kunstschaatser. Hij vertegenwoordigde de Sovjet-Unie op twee edities van de Olympische Winterspelen: Sarajevo 1984 en Calgary 1988. Fadejev werd één keer wereldkampioen, vier keer Europees kampioen en één keer wereldkampioen bij de junioren.

## Biografie
In 1979 en 1980 won Fadejev respectievelijk brons en goud bij de WK kunstschaatsen voor junioren. Ook bij de senioren was hij succesvol. In 1983 won hij zijn eerste EK-medaille en het jaar erop stond hij voor het eerst op het podium bij de WK. Fadejev veroverde in 1984 de gouden medaille bij de Europese kampioenschappen en werd in 1985 wereldkampioen. In de jaren 1987-1989 werd hij nog eens drie keer Europees kampioen. Zesvoudig nationaal kampioen Fadejev nam twee keer deel aan de Olympische Winterspelen. Hij eindigde als 7e in 1984 en als 4e in 1988. Na zijn schaatscarrière deed hij mee in ijsshows.
Fadejev is gehuwd, woont in de Verenigde Staten en werkt als schaatscoach.

## Belangrijke resultaten
| Kampioenschap           | 78/79 | 79/80 | 80/81         | 81/82         | 82/83         | 83/84         | 84/85         | 85/86         | 86/87         | 87/88         | 88/89         | 89/90         |
| ----------------------- | ----- | ----- | ------------- | ------------- | ------------- | ------------- | ------------- | ------------- | ------------- | ------------- | ------------- | ------------- |
| Olympische Spelen       |       |       |               |               |               | 7e            |               |               |               | 4e            |               |               |
| Wereldkampioenschap     |       | 14e   |               | 10e           | 4e            | Brons         | Goud          | Brons         | Brons         | t.z.t.        | 4e            |               |
| Europees kampioenschap  |       |       | 9e            | 5e            | Brons         | Goud          |               | Brons         | Goud          | Goud          | Goud          |               |
| Nationaal kampioenschap |       | 4e    | Zilver        | Brons         | Goud          |               |               | Goud          | Goud          | Goud          | Goud          | Goud          |
| WK junioren             | Brons | Goud  | geen deelname | geen deelname | geen deelname | geen deelname | geen deelname | geen deelname | geen deelname | geen deelname | geen deelname | geen deelname |